# Naldurg

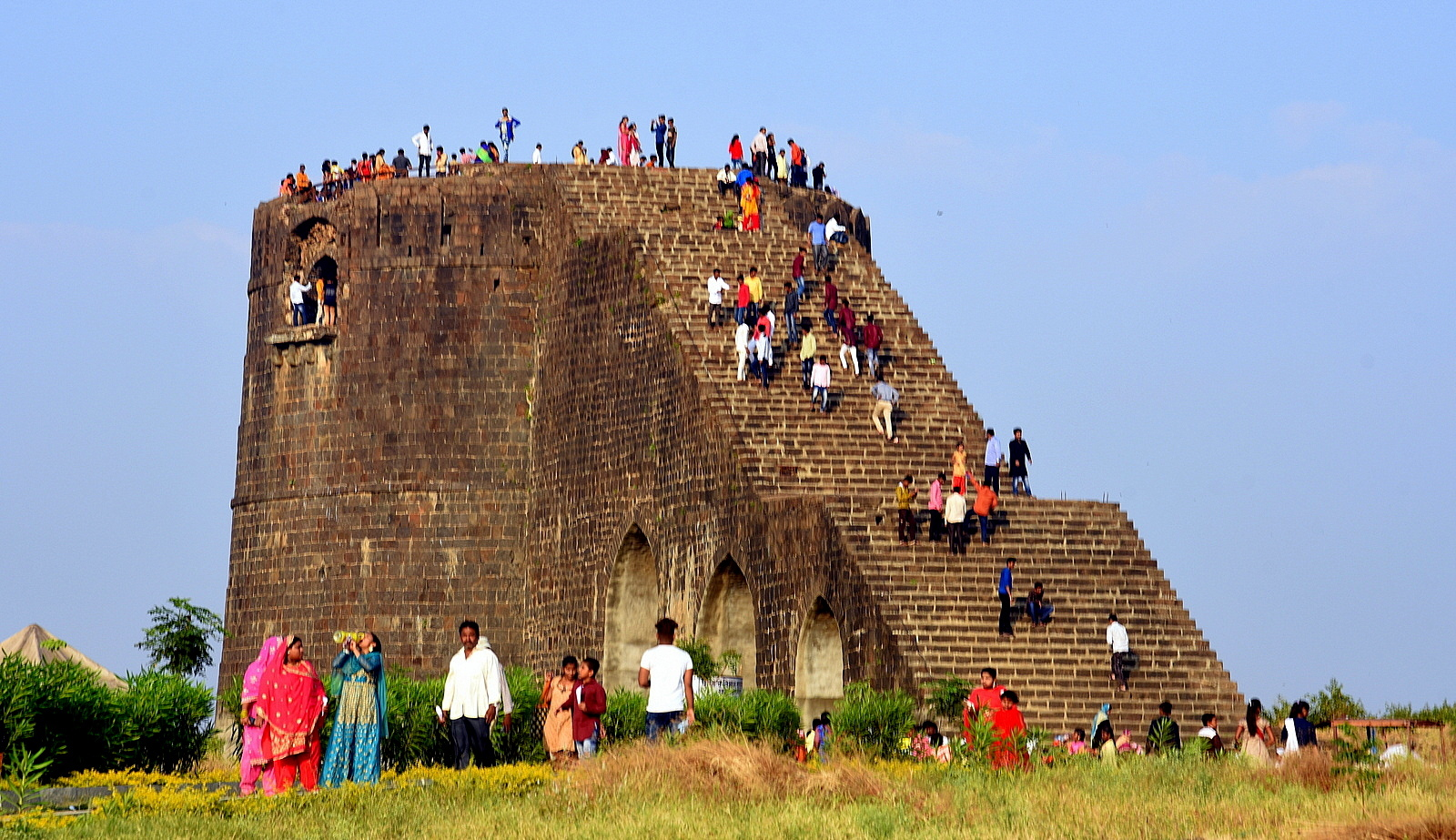
Verteidigungs- und Aussichtsplattform im Fortbereich

Naldurg (Marathi: नळदुर्ग) ist eine Stadt (municipal council) mit etwa 25.000 Einwohnern im Distrikt Osmanabad im indischen Bundesstaat Maharashtra.

## Lage und Klima
Naldurg liegt am Fluss Bori in der Marathwada-Region auf dem Dekkan-Plateau in einer Höhe von ca. 565 m. Die nächstgrößere Stadt ist Solapur (ca. 45 km Fahrtstrecke südwestlich); die Millionenstadt Hyderabad liegt ca. 265 km östlich. Das Klima ist subtropisch warm; Regen fällt nahezu ausschließlich während der sommerlichen Monsunzeit.

## Bevölkerung
| Jahr      | 1991   | 2001   | 2011   |
| Einwohner | 12.880 | 15.989 | 18.341 |

Der Bevölkerungszuwachs der letzten Jahrzehnte ist im Wesentlichen auf die anhaltende Zuwanderung von Familien aus dem Umland zurückzuführen. 
Gut 52 % der Einwohner sind Hindus, ca. 42,5 % sind Moslems und gut 3 % sind Buddhisten; andere Religionen wie Jains, Christen, Sikhs etc. bilden zahlenmäßig kleine Minderheiten. Der männliche Bevölkerungsanteil ist um ca. 9 % höher als der weibliche.

## Wirtschaft
Die Landwirtschaft bildet die Lebensgrundlage der Region; im Ort selbst haben sich Händler, Handwerker und Dienstleister aller Art angesiedelt.

## Geschichte
Über die mittelalterliche Geschichte des Ortes und der gesamten Region ist nur wenig bekannt; wahrscheinlich herrschte hier zunächst die in Kalyani (heute Basavakalyan) ansässige Chalukya-Dynastie. Im 13. Jahrhundert übernahmen das Sultanat von Delhi, später dann das in Gulbarga und Bidar residierende Bahmani-Sultanat (bis ca. 1490) die Macht; dann kam die in Bijapur residierende Adil-Shahi-Dynastie an die Macht. Ab dem Jahr 1656 weitete der Mogul-Herrscher Aurangzeb in mehreren Feldzügen seine Macht auch auf den Dekkan aus. Danach übernahmen die Marathen und schließlich die Briten die Oberhoheit.

## Sehenswürdigkeiten
Die Stadt selbst hat weder historisch, noch kulturell bedeutsame Sehenswürdigkeiten.
Umgebung
- Nur etwa 2 km südöstlich der Stadt befindet sich das Naldurg-Fort, das als das besterhaltene Beispiel mittelalterlicher Festungsbaukunst in Maharashtra gilt.
- Ca. 4 km westlich der Stadt steht der Khandoba-Tempel von Andur.[4]